# Nieve (canción)
«Nieve» es una canción grabada e interpretada por el cantante colombiano Feid. Fue lanzado el jueves 3 de marzo de 2022 bajo el sello discográfico Universal Music Latino, como primer sencillo de su sexto álbum de estudio Feliz cumpleaños, Ferxxo, te pirateamos el álbum (2022).

## Antecedentes y lanzamiento
Tras el éxito de su canción «Friki» junto a Karol G, a finales de febrero de 2022 Feid anunció el lanzamiento de «Nieve», programado para el 3 de marzo de 2022.
Más tarde, Feid lanzó su álbum Feliz cumpleaños, Ferxxo, te pirateamos el álbum, y «Nieve» se incluyó como la cuarta pista.

## Video musical
El video oficial musical fue lanzado simultáneamente con el sencillo el 3 de marzo de 2022 y se estrenó en el canal de YouTube de Feid. En él, podemos ver primero a una chica encendiendo un fósforo y luego vemos a otras personas probando un cigarrillo para fumar. Después, se ve a Feid cantando junto con otras personas en un carro y entrando a un lugar de lujo. Más adelante, llegan a un área estilo museo e hincan a Feid. Luego, hablan con él. Después, le comienzan a patear y golpearlo hasta dejarlo tirado en el suelo. Después se van los que golpearon a él y más tarde llega una chica a rescatarlo. El video termina en un auto donde el hombre y la chica se enamoran y se pintan de rojo la cara.